# Erwin Lesch
Erwin Lesch (* 1. Juli 1893 in München; † 25. April 1974 ebenda) war ein deutscher Sonder-/Heilpädagoge.

## Leben und  Wirken
Erwin Lesch arbeitete ab 1921 in München als Hilfsschullehrer. Ab 1937 war er an der Hilfsschule Kirchenstraße in München als Hauptlehrer tätig. Lesch absolvierte unter der Leitung von Rupert Egenberger in den Jahren 1922/23 den ersten einjährigen Heilpädagogischen Ausbildungslehrgang. 1922 übernahm er die Geschäftsführung der Gesellschaft für Heilpädagogik in München. In dieser Funktion war er an der Durchführung der heilpädagogischen Kongresse in München 1924 und 1926, in Leipzig 1928 und in Köln 1930 beteiligt und gab die Kongressberichte heraus. 1934 wurde von Erwin Lesch noch eine kleinere Tagung, der „6. Kongreß für Heilpädagogik“ in München organisiert.
In den Jahren von 1925 bis 1943 war Lesch als pädagogischer Mitarbeiter an der Beratungsstelle der Münchener Universitätsklinik sowie der Heckscherklinik tätig. Lesch übernahm die Heilpädagogischen Ausbildungsjahrgänge 1935/36 und 1941/42. Diesbezüglich „war er hauptsächlich zuständig für die Erbgesundheitslehre und die Rassenhygiene“.
Dem Nationalsozialistischen Lehrerbund (NSLB), Fachschaft V, gehörte Lesch seit Anfang November 1933 an. Zudem zeichnete er seit 1935 als Jugendhilfewalter in der NSV verantwortlich. Zum 1. Mai 1937 trat er in die NSDAP ein (Mitgliedsnummer 5.015.996).
Lesch publizierte ab 1930 Bücher und Aufsätze zur Pädagogik der Hilfsschule. Nachdem er zunächst Themen behandelte, die einen didaktischen Bezug hatten, wandte er sich später der Fragestellung zu, welche Kinder die Hilfsschule besuchen sollten. Lesch beschäftigte sich intensiv mit der Schülerauswahl für Hilfsschulen. Diesbezüglich entwickelte er ein spezielles Ausleseverfahren, das sogenannte „Münchener Sichtungsverfahren“. Eine vom damaligen Bayerischen Staatsminister für Unterricht und Kultus, Ludwig Spaenle, selbst studierter Historiker, in Auftrag gegebene Untersuchung stellte 2013 fest, dass in diesem Ausleseverfahren als Kriterium für die Kategorisierung von Kindern „erbbiologische und volksgesundheitliche Gesichtspunkte“ entscheidend waren und dass Kinder, die nach diesen durch die nationalsozialistische Ideologie geprägten Kriterien als nicht bildungsfähig erklärt wurden, von der Hilfsschule abgeschult und im Rahmen des Euthanasieprogramms ermordet werden konnten, wenn sie nicht das „Kriterium der wirtschaftlichen Brauchbarkeit“ erfüllten. Die Untersuchung kommt in Bezug auf Lesch zu dem Ergebnis, dass er auf jeden Fall „prononciert das ideologische Kernaxiom des NS-Regimes von der Ungleichwertigkeit menschlichen Lebens“ vertrat. Es ging ihm „um eine Sichtung des schlechten Schülermaterials der allgemeinen Volksschule“, mit dem Ergebnis, „die Volksschule wird spürbar entlastet“, die „Hilfsschulneuaufnahmen verdoppelten sich“. Zusammen mit Karl Tornow war Lesch maßgeblich für die 1942 erstellte Abfassung der Richtlinien für Erziehung und Unterricht in der Hilfsschule zuständig.
In den Jahren 1943–1945 verantwortete Lesch die Lager der Kinderlandverschickung im Landkreis Freising sowie die Rückführung der Kinder in den Landkreisen Freising, Ingolstadt, Pfaffenhofen, Schrobenhausen, Aichach, Friedberg und Dachau. Er verhinderte am 29. April 1945 Kampfhandlungen bei der Besetzung der Stadt Freising durch die Amerikaner. Die Chronik des historischen Vereins Freising 1945–1950 vermerkt hierzu: „Wenn Ruhe, Ordnung und Gefaßtheit in unserem Raum geherrscht haben, wenn peinliche Auftritte und Zwischenfälle vermieden wurden, wenn vor allem die kritischen Momente beim Eintreffen der Amerikaner und das Verlassen des Bunkers glatt vor sich ging, so ist das vor allem das Verdienst dieses Mannes gewesen, der deshalb würdig ist, unter den Helden des 29. April genannt zu werden.“
Nach 1945 bekannte sich Lesch nicht zu seiner braunen Vergangenheit, leugnete buchstäblich „seine Mitgliedschaft in der SA und NSDAP“. Im Spruchkammerverfahren wurde er als Mitläufer eingestuft und wieder in Amt und Ehren eingesetzt. Er leitete auch nach dem Krieg weiterhin die Hilfsschule Kirchenstraße in München. Er wurde auch schnell wieder als Schulbuchautor tätig. 1949 leitete er eine Arbeitsgemeinschaft zur Erstellung eines Lesebuchs "Am Tor zum Leben", das von der US-Militärbehörde genehmigt 1950 erschien. Lesch setzte sich erfolgreich dafür ein, dass ab 1947 die Heilpädagogischen Ausbildungslehrgänge wieder stattfanden und war dafür bis 1964 geschäftsführend zuständig. Von 1949 bis 1957 war er Vorsitzender des Bayerischen Hilfslehrerverbands.  Zuletzt war er als Stellvertretender Stadtschulrat tätig. Er war zudem Ehrenvorsitzender des Verbands Sonderpädagogik (vds). Auf Antrag des Bayerischen Ministerpräsidenten Goppel wurde ihm am 12. Mai 1969 das Verdienstkreuz am Bande der Bundesrepublik Deutschland verliehen. Mehrere Förderschulen und auch einzelne Straßen in Bayern waren lange nach Erwin Lesch benannt. Ein 2013 in der Verbandszeitschrift des vds veröffentlichter Artikel vom Münchener Pädagogikprofessor Ulrich Heimlich, in dem dieser aufzeigte, dass Lesch die Behindertenpolitik der Nationalsozialisten bis zur letzten Konsequenz mitgetragen und diese an zukünftige Hilfsschulsschullehrer weitergegeben hatte (siehe Erwin Lesch in der Forschung), führte dazu, dass nach Lesch benannte Schulen sich dafür entschieden, diesen Namen abzulegen.

## Erwin Lesch in der Forschung
Sieglind Ellger-Rüttgardt beschäftigt sich in ihrer 2008 veröffentlichten Geschichte der Sonderpädagogik im Zusammenhang mit der Hilfsschulpädagogik im Nationalsozialismus auch mit Erwin Lesch. Sie untersucht darin Leschs Publikationen und zeigt auf, dass Lesch (wie laut ihren Ergebnissen auch die Sonderpädagogik im Allgemeinen) nach dem Zusammenbruch der Nazi-Diktatur keine wirkliche fachliterarische Zäsur mit der braunen Vergangenheit vollzogen hatte. Sie belegt dies durch zwei Textbeispiele: 1943 schrieb Lesch in der Zeitschrift Die Scholle in einem Beitrag mit dem Titel Welche Kinder gehören in die Hilfsschule?: „Wenn wir zurückblicken auf die Hilfsschule von ehedem, da sie (vor 40 Jahren) noch einer Versammlung von Idioten glich, müssen wir bekennen: sie hat ihr Gesicht wesentlich verändert; aus der Schwachsinnigenschule von damals wurde in steter Aufwärtsentwicklung die Leistungshilfsschule mit Ertragswert im neuen Geiste, die Hilfsschule, die die ‚ihr überwiesenen Kinder … zu wohl brauchbaren Gliedern der Volksgemeinschaft erzieht‘“. Acht Jahre später formulierte er zum gleichen Thema: „Aus der Schwachsinnigenschule von damals wurde in steter Aufwärtsentwicklung die Leistungsschule für Schwachbegabte und Lernbehinderte, die Hilfsschule, die die ihr überwiesenen, ihr anvertrauten, überantworteten Kinder zu noch brauchbaren Gliedern der menschlichen Gemeinschaft formt, bildet und erzieht.“
Der Münchner Pädagogikprofessor Ulrich Heimlich untersucht in seinem 2013 erschienenen Aufsatz Bayerische Sonderpädagogik in der Nazi-Zeit - dargestellt am Beispiel des Müncheners Hilfsschullehrers Erwin Lesch neben den Publikationen Leschs auch das Kursmaterial, das Lesch für die von ihm konzipierten und geleiteten Heilpädagogischen Kurse zwischen 1933 und 1945 genutzt hat. Er stellt dabei fest, dass Lesch "die Funktion der Hilfsschule, zur erbbiologischen Gesundheit und Rassepflege beizutragen nicht in Frage" stellt. Diesem Ziel habe auch das von Lesch entwickelte Münchener Sichtungsverfahren gedient. Laut Heimlich wird allein aus den Publikationen Leschs schon deutlich, dass er "nicht als Mitläufer oder Minderbelasteter der Nazi-Bewegung eingestuft werden kann". Heimlich stellt in seinem Forschungsartikel fest, Lesch habe die Behindertenpolitik auch mit den Konsequenzen Zwangssterilisation und Euthanasie mitgetragen, öffentlich vertreten und an die Hilfsschullehrkräfte weitergeben. Durch seine Recherchen zu den Heilpädagogischen Kursen, die 1935/1936 und 1941/1942 unter Leschs Leitung stattfanden, zeigt Heimlich auf, dass Leschs Kurse "angehende Hilfsschullehrkräfte auf ihre "erbbiologischen" und "rassehygienischen" Aufgaben umfassend vorbereitet haben und deren Verantwortung bei der Umsetzung der Nazi-Behindertenpolitik nachdrücklich hervorgehoben wird". Auch wenn Heimlich laut eines Artikels in der SZ vom August 2013 geäußert habe, dass Erwin Lesch kein Täter in unmittelbarem Sinn sei, lässt Heimlich keinen Zweifel daran, dass er "Personen mit einer Nazi-Vergangenheit wie Erwin Lesch" für ungeeignet hält, Namensgeber von Schulen zu sein.
Heimlich wandte sich daher 2013 nach Abschluss seiner Untersuchungen mit einem Vorabdruck seiner Forschungsergebnisse an mehrere bayerische Schulen, die zu diesem Zeitpunkt noch Leschs Namen trugen.

## Werke (Auswahl)
- Die Kenntnis der Farben bei Hilfsschulkindern und Kindern im vorschulpflichtigen Alter. In: Die Hilfsschule. 1930. (Sonderdruck)
- Aus der Hilfsklasse. München 1936.
- Übungsstoffe (Reihen) für die Hilfsschul-Unterstufe. München 1934.
- Der Wort-Schreib-Schatz an einfachen großgeschriebenen Wörtern für die Arbeit in der Hilfsschul-Unterstufe zusammengestellt. München 1935.
- Sichtung der Schulversager – eine heilpädagogische Aufgabe. In: Zeitschrift für Kinderforschung 49 (1941) 1, S. 111–115
- Mein Kind soll in die Hilfsschule? In: Mitteilungsblatt der NSD-Schulgemeinde 8 (1942), S. 4–5
- Welche Kinder gehören in die Hilfsschule? In: Die Scholle. 1943, S. 264–268.
- Am Tor zum Leben. München 1950.
- Welche Kinder gehören in die Hilfsschule? In: Zeitschrift für Heilpädagogik. 1951, S. 14–17.
- Wir lernen malen, schreiben und lesen. Fibel für Hilfsschulen. München 1956.
- Fröhliche Lesestunde. Lesebuch für Sonderschulen. München 1959.